# I' te vurria vasà
I' te vurria vasà è una canzone in dialetto napoletano pubblicata nel 1900, conosciuta soprattutto in America oltre che in Italia ed è considerata una delle canzoni romantiche più riuscite della tradizione canzonettistica napoletana.

## Storia
La canzone ha origine dall'amore infelice del paroliere di essa, tale Vincenzo Russo, un modesto calzolaio, per Enrichetta Marchese. L'unione tra lo spiantato poeta e la ragazza, figlia di un gioielliere, era fortemente osteggiata dalla famiglia di lei, nonostante l'amore di Russo fosse corrisposto. I versi, composti sul finire del 1897 da Russo, furono musicati tra il 1º e il 2 gennaio 1900 da Eduardo di Capua, l'autore della notissima canzone 'O sole mio. Secondo quanto riporta la tradizione, il foglio con i versi fu consegnato da Russo a Di Capua la sera del 1º gennaio 1900 alla fine di una rappresentazione teatrale al Salone Margherita, dove si esibiva Armando Gill. 
Presentata al concorso "La tavola rotonda", I' te vurria vasà non ebbe immediato successo, arrivando solo seconda ex aequo. Negli anni successivi, tuttavia, il brano ebbe grandissima diffusione, e fu interpretata da numerosi artisti napoletani, italiani e internazionali, tra cui Mario Abbate, Sergio Bruni, Massimo Ranieri, Peppino di Capri, Gigi Finizio, Giacomo Rondinella, Lina Sastri, Roberto Murolo, Nino Nipote, Anna Calemme, Consiglia Licciardi, Renzo Arbore, Marco Zibardi, Giorgia, Claudio Villa,  Mina,  Mango, Neil Sedaka. Come molte canzoni napoletane, travalicato il limite della musica leggera e popolare, I' te vurria vasà è stata inoltre inserita nel repertorio di noti esponenti della musica classica quali Enrico Caruso, Tito Schipa, Giuseppe Di Stefano, Franco Corelli, José Carreras, Luciano Pavarotti, Andrea Bocelli.

## Testo
Il testo della canzone, di grande delicatezza, descrive un momento di intimità tra due amanti. La scena è quella di un giardino profumato di malvarosa, poco prima dell'alba, attraversato da un refolo di vento. Il poeta veglia la propria donna addormentata, combattuto tra il desiderio di svegliarla con un bacio e la mancanza del coraggio necessario a rompere quel momento d'incanto. Con nessun'altra compagnia se non i propri pensieri, il poeta viene colto da momenti di gelosia e di dubbio su chi sia al centro dei sogni dell'amata; subito sopraffatti dall'amore e dal desiderio di baciarla e di trovare anch'egli pace nel sonno. 
Ch'addore 'e malvarosa...  

E tu durmenno staje,  

'ncopp'a sti ffronne 'e rosa!  

'O sole, a poco a poco,  

pe' stu ciardino sponta...  

'o viento passa e vasa  

stu ricciulillo 'nfronte!  

I' te vurría vasá...  

I' te vurría vasá...  

ma 'o core nun mm' 'o ddice  

'e te scetá...  

'e te scetá!...  

I' mme vurría addurmí...  

I' mme vurría addurmí...  

vicino ô sciato tujo,  

n'ora pur'i'...  

n'ora pur'i'!...  

Tu duorme oje Rosa mia...  

e duorme a suonno chino,  

mentr'io guardo, 'ncantato,  

stu musso curallino...  

E chesti ccarne fresche,  

e chesti ttrezze nere,  

mme mettono, 'int' 'o core,  

mille male penziere!  

I' te vurría vasá...  

I' te vurría vasá...  

ma 'o core nun mm' 'o ddice  

'e te scetá...  

'e te scetá!...  

I' mme vurría addurmí...  

I' mme vurría addurmí...  

vicino ô sciato tujo,  

n'ora pur'i'...  

n'ora pur'i'!...  

Sento stu core tujo  

ca sbatte comm'a ll'onne!  

Durmenno, angelo mio,  

chisà tu a chi te suonne...  

'A gelusia turmenta  

stu core mio malato:  

Te suonne a me?...Dimméllo!  

O pure suonne a n'ato?  

I' te vurría vasá...  

I' te vurría vasá...  

ma 'o core nun mm' 'o ddice  

'e te scetá...  

'e te scetá!...  

I' mme vurría addurmí...  

I' mme vurría addurmí...  

vicino ô sciato tujo,  

n'ora pur'i'...  

n'ora pur'i'!...»
Che profumo di malvarosa... 

E tu stai dormendo 

Su queste foglie di rosa 

Il sole a poco a poco, 

spunta su questo giardino... 

il vento passa e bacia 

questo riccioletto sulla tua fronte! 

Io vorrei baciarti 

Io vorrei baciarti 

Ma non mi regge il cuore 

di svegliarti 

di svegliarti 

Io vorrei addormentarmi 

Io vorrei addormentarmi 

vicino al tuo respiro 

un'ora anch'io 

un'ora anch'io 

Tu dormi oh Rosa mia 

e dormi profondamente 

mentre io guardo incantato 

queste labbra di corallo 

e queste carni fresche 

e queste trecce nere 

mi mettono nel cuore 

mille cattivi pensieri 

Io vorrei baciarti 

Io vorrei baciarti 

Ma non mi regge il cuore 

di svegliarti 

di svegliarti 

Io vorrei addormentarmi 

Io vorrei addormentarmi 

vicino al tuo respiro 

un'ora anch'io 

un'ora anch'io 

Sento questo tuo cuore 

che sbatte come le onde 

mentre dormi, angelo mio 

chi sa chi stai sognando 

la gelosia tormenta 

questo mio cuore malato 

Sogni di me? Dimmelo! 

Oppure sogni di un altro? 

Io vorrei baciarti 

Io vorrei baciarti 

Ma non mi regge il cuore 

di svegliarti 

di svegliarti 

Io vorrei addormentarmi 

Io vorrei addormentarmi 

vicino al tuo respiro 

un'ora anch'io 

un'ora anch'io»